# Guðmundur Ingólfsson
Guðmundur Ingólfsson, all'anagrafe Guðmundur Ármann Ingólfsson (Reykjavík, 28 aprile 1929 – Londra, 13 agosto 1987), è stato un nuotatore islandese.